# Mokrsko (gmina)
Pour la localité, voir Mokrsko.
Mokrsko est une gmina rurale du powiat de Wieluń, Łódź, dans le centre de la Pologne. Son siège est le village de Mokrsko, qui se situe environ 10 km au sud-ouest de Wieluń et 97 km au sud-ouest de la capitale régionale Łódź.
La gmina couvre une superficie de 77,75 km2 pour une population de 5 446 habitants.

## Géographie
La gmina inclut les villages de Brzeziny, Chotów, Jasna Góra, Jeziorko, Komorniki, Krzyworzeka, Lipie, Mątewki, Mokrsko, Mokrsko-Osiedle, Motyl, Orzechowiec, Ożarów, Poręby, Słupsko, Stanisławów et Zmyślona.
La gmina borde les gminy de Pątnów, Praszka, Skomlin et Wieluń.